# Віктор Костаке
Віктор Себастіан Костаке (рум. Victor Sebastian Costache 18 березня 1974, Ясси) — румунський політик і лікар, який був міністром охорони здоров'я Румунії з 4 листопада 2019 року до 26 березня 2020 року, коли він пішов у відставку в розпал епідемії COVID-19 у Румунії. Його наступником на посаді міністра охорони здоров'я став Нелу Тетару.
Віктор Костаке народився в Яссах, з 1992 року навчався в Університеті імені Александру Іоана Кузи в рідному місті, та закінчив навчання у 1999 році зі ступенем доктора медицини в Університеті медицини та фармації імені Григора Т. Попи. Костаке пройшов ординатуру в Румунії та Франції, спеціалізуючись на серцево-судинній та торакальній хірургії. Пропрацювавши понад 10 років у лікарнях Франції, Великої Британії, Данії, Німеччини, Квебеку та США, Костаке вирішив повернутися до Румунії в 2014 році, ставши доцентом в Університеті імені Лучіана Блага в Сібіу. З 2015 року він є головою комісії з серцево-судинної хірургії при міністерстві охорони здоров'я. Він також є членом Французького товариства торакальної та серцево-судинної хірургії.